# المسيرة من أنطاكية إلى القدس خلال الحملة الصليبية الأولى

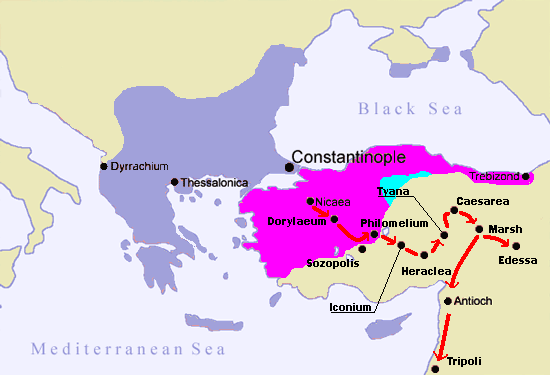
مسار الحملة الصليبية الأولى عبر آسيا

بدأت الحملة الصليبية الأولى على طول ساحل البحر الأبيض المتوسط، من أنطاكية التي استولوا عليها مؤخرًا إلى القدس، في 13 كانون الثاني 1099 م. خلال المسيرة، واجه الصليبيون مقاومة قليلة، حيث فضّل الحكام المحليون عقد السلام معهم وتزويدهم بالإمدادات بدلًا من القتال خوفًا من بعضهم البعض، مع استثناء ملحوظ لحصار عرقة الفاشل. في السابع من حزيران، وصل الصليبيون إلى القدس، التي استعادها الفاطميون من السلاجقة قبل عام واحد فقط.

## الخلفية
بعد حصار أنطاكية الناجح في حزيران 1098، بقي الصليبيون في المنطقة لبقية العام. كان المبعوث البابوي [الإنجليزية] أديمار اللوبوي [الإنجليزية] قد تُوفي، وأعلن بوهيموند التارانتوي ملكيته لأنطاكية. بقي بالدوين البولوني في الرها، وتم القبض عليه في وقت سابق في عام 1098 م. كان هناك خلاف بين الأمراء حول ما يجب فعله بعد ذلك. شعر ريموند تولوز بالإحباط فغادر أنطاكية واستولى على قلعة المعرة بعد مذبحة. وبحلول نهاية العام، كان الفرسان الصغار والمشاة يهددون بالسير إلى القدس بدون الأمراء.

## المسيرة إلى القدس
في نهاية شهر كانون الأول أو أوائل شهر كانون الثاني، وافق روبرت النورماندي وابن أخ بوهيموند تانكريد على أن يصبحا تابعين لريموند، الذي كان ثريًا بما يكفي لتعويضهم عن خدمتهم. لكن جودفري البويوني، الذي كان يحصل الآن على عائدات من أراضي أخيه في الرها، رفض أن يفعل الشيء نفسه. في 5 كانون الثاني، فكّك ريموند أسوار المعرة. في 13 كانون الثاني بدأ مسيرته جنوبًا إلى القدس، حافي القدمين ويرتدي ملابس الحجاج، وتبعه روبرت وتانكريد وجيوشهما. وبينما اتجهوا جنوبًا على طول الساحل، واجهوا مقاومة قليلة.
خطط ريموند للاستيلاء على طرابلس لإنشاء دولة تعادل أنطاكية بوهيموند. ولكنه أولًا حاصر مدينة عرقة القريبة. وفي هذه الأثناء، انضم جودفري، برفقة روبرت الفلاندرزي، الذي رفض أيضًا التبعية لريموند، إلى الصليبيين المتبقين في اللاذقية وساروا جنوبًا في شباط. وكان بوهيموند قد خرج معهم في البداية، لكنه سرعان ما عاد إلى أنطاكية من أجل تعزيز حكمه ضد البيزنطيين المتقدمين. في هذا الوقت، ترك تانكريد خدمة رايموند وانضم إلى جودفري، بسبب بعض الشجار غير المعروف. كانت هناك قوة منفصلة أخرى، على الرغم من ارتباطها بقوة جودفري، بقيادة جاستون الرابع البيارني [الإنجليزية].
وصل جودفري وروبرت وتانكريد وجاستون إلى أركا في شهر آذار، لكن الحصار استمر. توفي بونس البالازوني [الإنجليزية]، بعد أن أصيب بقذيفة حجرية. وكان الوضع متوترا ليس فقط بين القادة العسكريين، بل أيضًا بين رجال الدين. منذ وفاة أديمار لم يكن هناك زعيم حقيقي للحملة الصليبية، ومنذ ادّعاء اكتشاف الرمح المقدس على يد بطرس برثولماوس في أنطاكية، كانت هناك اتهامات بالاحتيال بين الفصائل الدينية. وأخيرًا، في نيسان، تحدى أرنولف التشوكي [الإنجليزية] بيتر في محنة بالنار. لقد خضع بطرس لهذه المحنة ومات بعد أيام من المعاناة بسبب جراحه، الأمر الذي جعل الرمح المقدس مزيفًا. وقد أدى هذا أيضًا إلى تقويض سلطة ريموند على الحملة الصليبية، لأنه كان المؤيد الرئيس لأصالتها.
استمر حصار عرقة حتى 13 أيار، عندما غادر الصليبيون المدينة دون أن يستولوا على شيء. كان الفاطميون في مصر الذين يحكمون القدس الآن، يحاولون عقد صفقة مع الصليبيين لإنقاذ القدس من السقوط، فوعدوهم بحرية المرور لأي حاج إلى الأراضي المقدسة بشرط ألا يتقدم الصليبيون إلى مناطقهم، لكن هذه الصفقة رُفضت. وكان الحاكم الفاطمي للقدس افتخار الدولة، على علم بنوايا الصليبيين. ولذلك طرد جميع مسيحيي الغرب الذين يشبهون الفرنجة. سمَّم أيضًا معظم الآبار في المنطقة المحيطة. في 13 أيار وصل الصليبيون إلى طرابلس، حيث قام الأمير هناك، جلال الملك أبو الحسن ، بتزويد الجيش الصليبي بالخيول؛ وقد كان جلال الملك قد استقلّ عن الفاطميين وانتقد التشيّع وأعلن الولاء للعباسيين. وفقًا للسجلات التاريخية المجهولة جيستا فرانكوروم [الإنجليزية]، فقد تعهد أيضًا باعتناق إلى المسيحية إذا هزم الصليبيون الفاطميين. واصل الصليبيون تقدمهم جنوبًا على طول الساحل، ومرُّوا ببيروت في 19 أيار، وصور في 23 أيار. ثم اتجهوا إلى الداخل عند يافا، وفي 3 حزيران وصلوا إلى الرملة، التي هجّروا سكانها. تأسست أسقفية الرملة واللد حيث كان هناك  كنيسة مار جريس (قديس مسيحي شرقي) قبل أن يواصلوا طريقهم إلى القدس. في 6 حزيران، أرسل جودفري: تانكريد وجاستون؛ للاستيلاء على بيت لحم، حيث بعد مذبحة صغيرة، رفع تانكريد رايته فوق كنيسة المهد.
في 7 حزيران، وصل الصليبيون إلى القدس وحاصروا المدينة حتى دخلوها، وتوزّعت الدماء في أزقّة المدينة من المسلمين واليهود الزائرين، وحتى المسيحيين الشرقيين لعدم قدرتهم على تمييز دين المقدسيين.

## ملحوظات
1. ↑  Tyerman 2006، صفحة 150.
2. 1 2  Tyerman 2006، صفحات 153–157.
3. 1 2  Madden, Thomas F. The New Concise History of the Crusades page 33 (Rowman & Littlefield Pub., Inc., 2005). The Syriac Chronicle to 1234 is one source claiming that Christians were expelled from Jerusalem before the Crusaders' arrival. "The First and Second Crusades from an Anonymous Syriac Chronicle." Trans. A.S. Tritton. Journal of the Royal Asiatic Society, 1933, p. 73. Presumabaly this was done to prevent their collusion with the Crusaders.
4. ↑  Runciman، Steven (1951–1952). A History of the Crusades I: The First Crusade. Penguin Classics. ص. 227. ISBN:978-0-141-98550-3.